# Novo Futebol Clube
O Novo Futebol Clube, anteriormente denominado de Novoperário Futebol Clube, é um clube de futebol fundado em Campo Grande, capital do estado do Mato Grosso do Sul, atualmente sediado em Sidrolândia. Foi fundado em 11 de outubro de 2010 por ex-membros da torcida organizada do Operário Futebol Clube.

## História
O Novo foi fundado em 11 de outubro de 2010 por ex-membros da torcida organizada do Operário e outros dirigentes. No início, foi escolhido o nome Novoperário Futebol Clube, assim como as cores que o simbolizam o maior vencedor do estado. Mais tarde, mudou de nome para desvincular do clube que gerou a sua fundação.
No final de 2011, o clube se profissionalizou para a disputa da segunda divisão do estadual. Um ano depois, venceu a competição e conseguiu o acesso para a primeira divisão, permanecendo nesta até 2019.
Em 2023, citando falta de apoio na capital, o time se mudou para Sidrolândia, disputando o estadual.

## Títulos
- Campeonato Sul-Mato-Grossense - Série B: 2012.[3]